# Сражение за Сомюр
Сражение за Сомюр (фр. Bataille de Saumur) — сражение Вандейской войны, произошедшее 9 июня 1793 года между войсками французской республиканской армии и вандейцами Католической и королевской армии и завершившееся взятием Сомюра повстанцами.
К началу июня республиканское командование сконцентрировало в окрестностях Сомюра и Туара войска и по плану Луи Александра Бертье, одобренного командующим генералом Арманом Бироном, решило отправить четыре колонны по 10 000 человек из Ле-Пон-де-Се, Сомюра, Шинона и Ньора в направлении восставшей Вандеи.
Вандейские предводители заметили это и поняли, что наступление неизбежно, поэтому решили упредить противника, и 2 июня 30 000 вандейцев собрались в Шоле и Шатийон-сюр-Севре, чтобы напасть на Сомюр. Через несколько дней вандейцы после боя взяли Вийе. 7 июня они обратили в бегство в Конкурсон-сюр-Лайон 1500 солдат республики, а затем взяли Дуэ-ла-Фонтен.
Сомюр был защищен с севера и северо-востока Луарой, а с запада рекой Туэ, поэтому вандейцы пересекли Туэ у Монтрёй-Белле, чтобы атаковать Сомюр с юго-востока. 8 июня у Монтрёй-Белле они отбросили отряд из 4000 человек генерала Франсуа де Саломона, шедший на помощь городу. Теперь у республиканцев генерала Жака-Франсуа де Мену оставалось не более 10 000 человек для защиты Сомюра.
Во второй половине дня 9 июня повстанцы стояли перед юго-восточными входами в Сомюр. В три часа дня все вандейские колонны пошли на штурм.
На юго-востоке наступление Ларошжаклена и Кателино было остановлено Сомюрским замком и отрядом Бертье. Лескюр, на юго-западе, взял мост Фушара через Туэ и продолжал наступать, пока не был остановлен немецким легионом, который отбил три атаки противника, а затем республиканские кирасиры начали контратаку, которая разгромила силы Лескюра. Бернар де Мариньи, однако, выстрелами своих орудий остановил кирасиров. Лескюр собрал своих бежавших бойцов, и вандейцы, контратаковав, вернули себе преимущество. Республиканцы потерпели поражение и бежали.
Известие о бегстве войск на юго-западе повергло остальную республиканскую армию в панику. Оборона быстро рушится, и город был почти полностью оставлен республиканскими войсками. Только 500 солдат остались заблокированными в Сомюрском замке. На востоке генерал Ги Кустард де Сен-Ло собрал войска и попытался начать наступление, чтобы вернуть Сомюр, но его силы были разбиты возле Пон-Фушара. Последние 2000 республиканских солдат капитулировали в 11 часов утра. Остатки сил республиканцев отступили в Тур, Ла-Флеш и Анже.
Повстанцы не стали преследовать республиканцев, а появились на следующий день перед Сомюрским замком, прикрываясь женами и детьми защитников, тем самым заставив последних капитулировать в 10 часов утра. Вандейцы захватили большое количество пленных, 50-80 пушек, 15 000 ружей и большое количество пороха и боеприпасов, но не разграбили сам город. Захват Сомюра стал самой значительной победой повстанцев первого периода Вандейской войны.
12 июня по предложению Лескюра вандейские командиры решили назначить Жака Кателино генералиссимусом Католической и королевской армии.